# Protiro

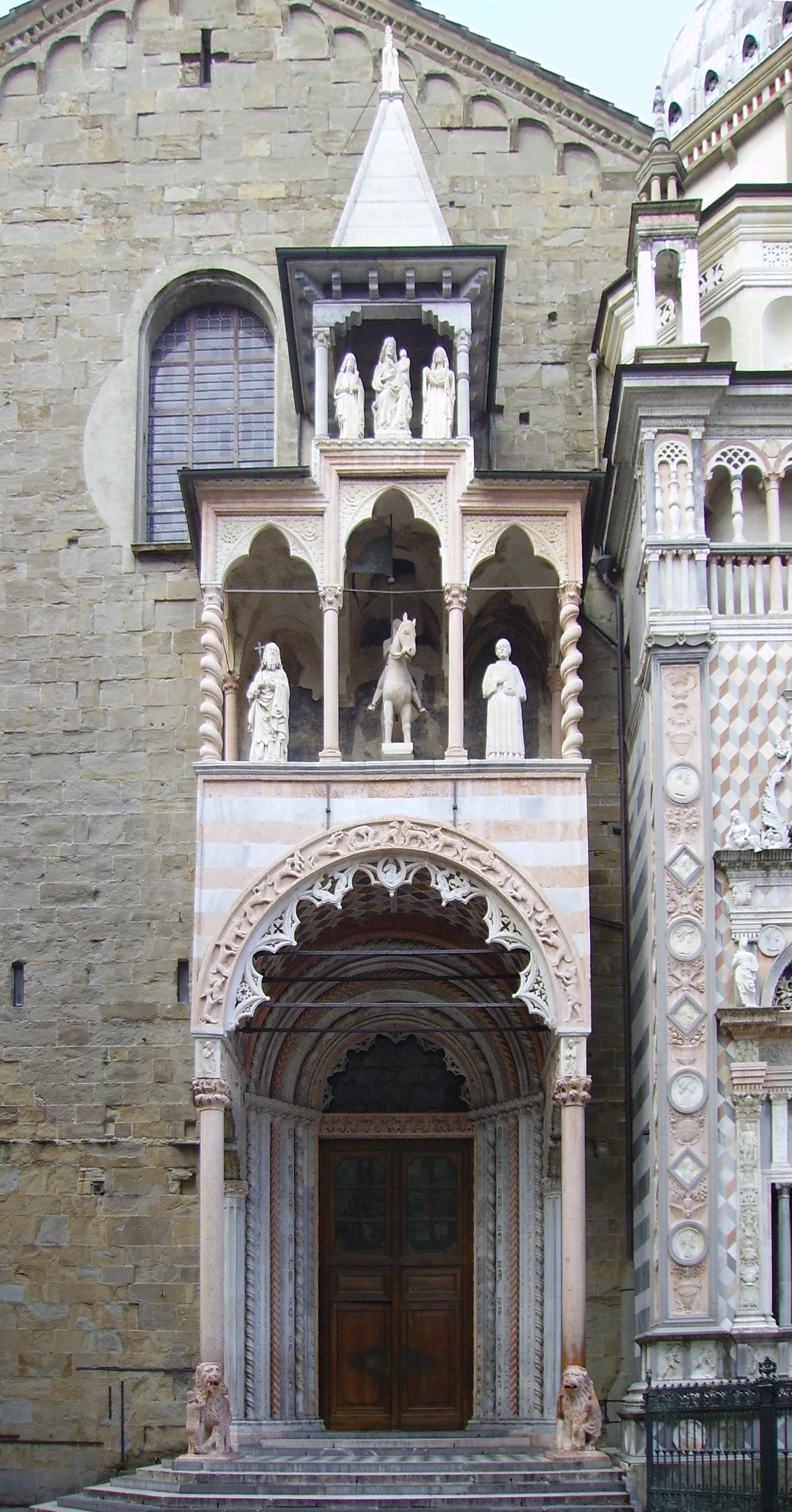
Protiro nord de la basilique Santa Maria Maggiore de Bergame.

Le protiro est un terme italien (du grec prothyron) qui définit un petit édicule architecturé construit devant l'entrée principale d'une église.

## Description
Habituellement, ce type d'avant-corps accompagne les architectures paléochrétienne et romane. Il est normalement constitué par une voûte en berceau soutenue par un couple de colonnes, mais dans certains cas la voûte fait simplement saillie sur la façade de l'église. Dans beaucoup d'églises, les colonnes du protiro ne s'appuient pas directement sur le sol mais sur des sculptures aux thèmes mythologiques ou, plus souvent, sur des lions, dits lions stylophores.

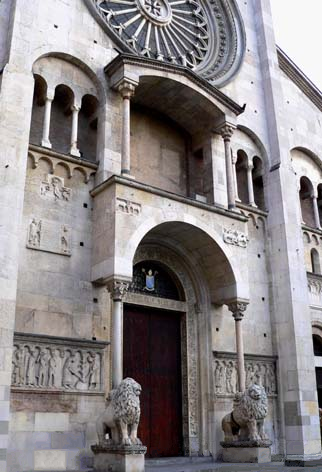
Cathédrale de Modène.
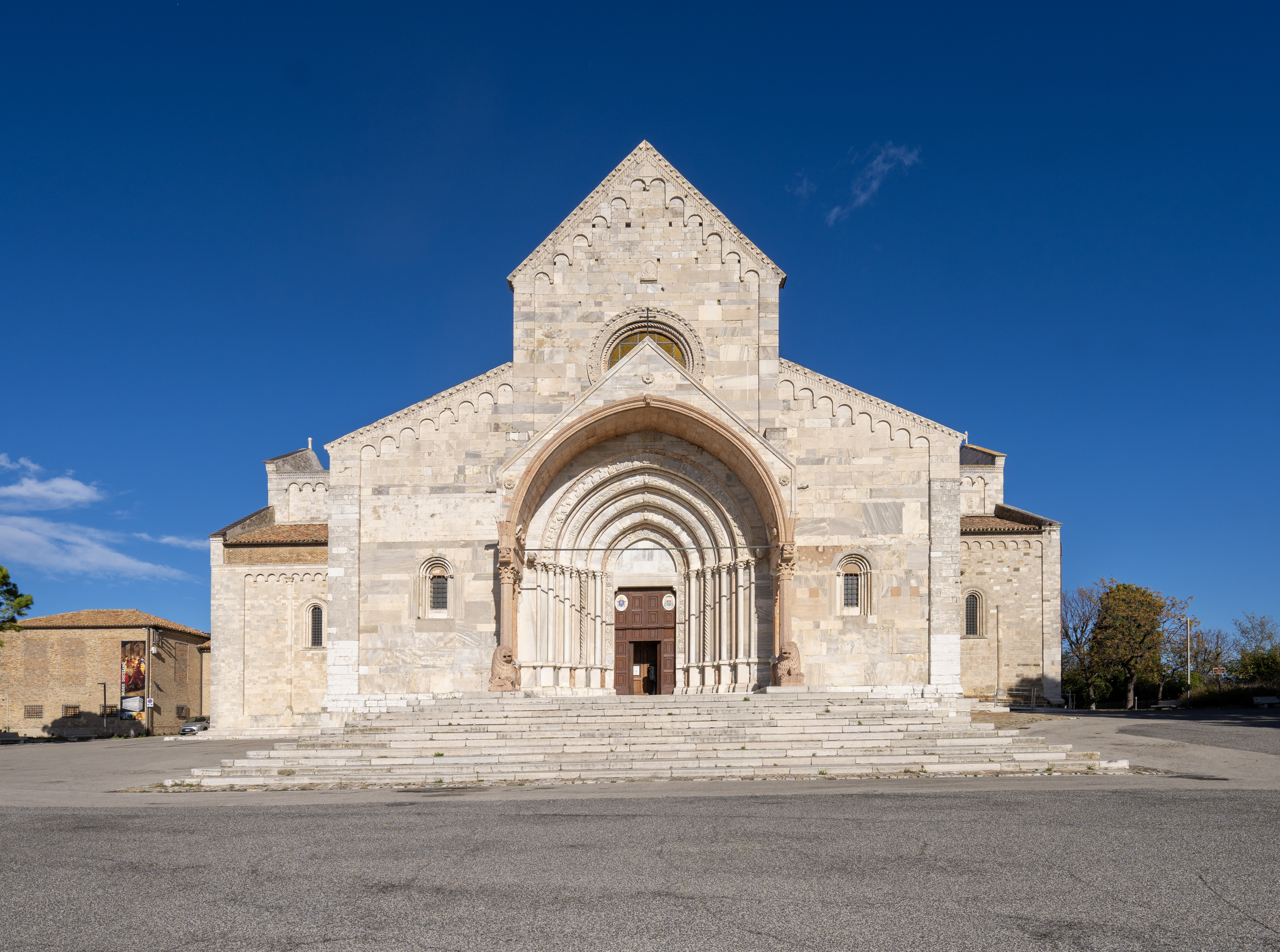
San Ciriaco d'Ancône.
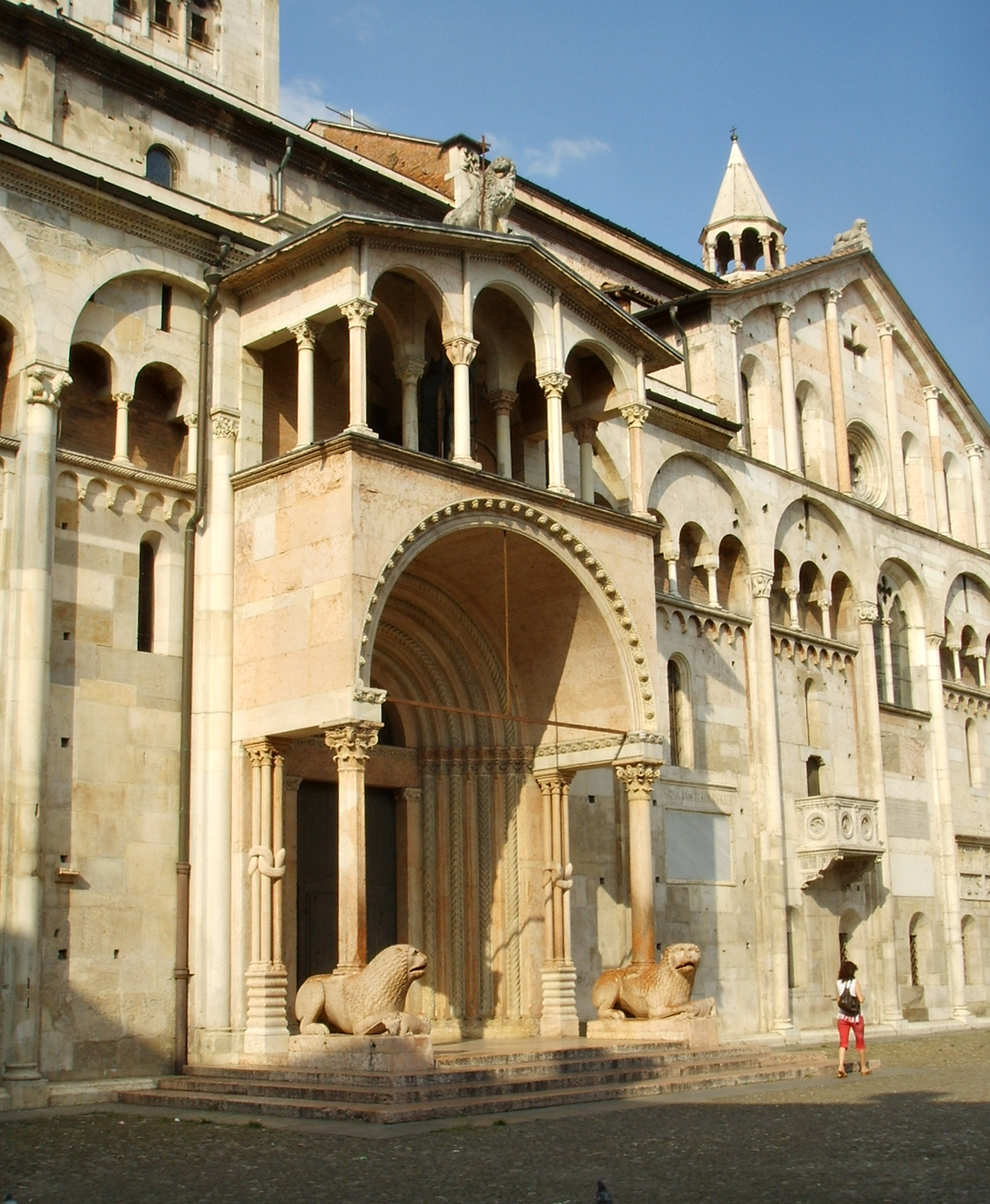
La Porta Regia de la cathédrale de Modène.
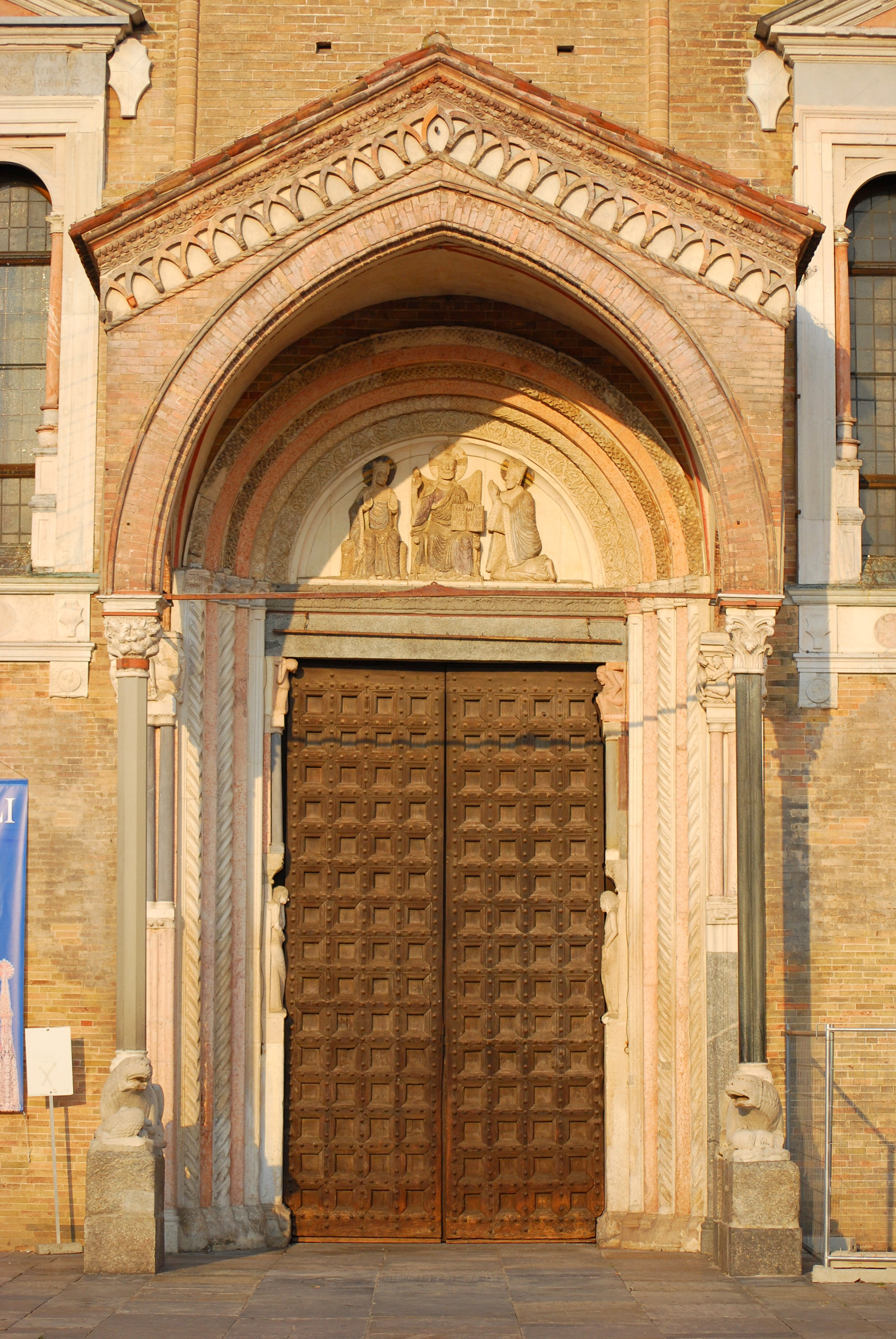
Dôme de Lodi.